# جايسون غريلي
جايسون غريلي هو مغن مؤلف كندي، ولد في 11 مارس 1977.

## وصلات خارجية
- الموقع الرسمي